# Circo romano di Augusta Treverorum
Il circo romano di Augusta Treverorum (oggi Treviri, in Germania) era un'antica struttura collegata alla vicina residenza imperiale, presso la quale risiedettero prima Costanzo Cloro a partire dalla fine del III secolo e poi il figlio Costantino I dal 306, durante il periodo tetrarchico.

## Storia
Il circo venne edificato attorno al 310, dopo che Costantino I, figlio di Costanzo Cloro, fu nominato Cesare e fece ritorno a Augusta Treverorum nell'autunno del 306, da dove le frontiere della Gallia, che erano tornate ad essere minacciate dalle popolazioni germaniche dei Franchi, sarebbero state meglio controllate. Qui rimase a difendere questo importante tratto di limes per i sei anni successivi, trasferendovi la propria corte imperiale e trasformandola nella propria capitale (di 80.000 abitanti), come risulta anche dall'imponente costruzione dell'Aula palatina, fatta erigere dal padre e completata da Costantino nel 310. Durante questi anni, non solo rafforzò le difese di questi territori contro le continue incursioni dei barbari, ma potenziò le armate alle sue dipendenze, aumentandone gli effettivi con la creazione di nuove legioni. A questo periodo apparterrebbe, pertanto, la costruzione dell'ippodromo, o almeno la sua ricostruzione, considerando che qualcuno non esclude possa essercene stata una precedente databile al II secolo.

## Struttura

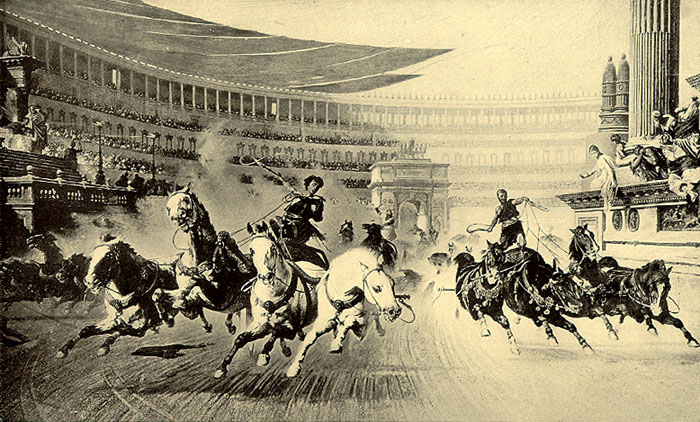
Immagine artistica di uno spettacolo equestre in un circo dell'antica Roma (1913).

Il Circus era posizionato nella parte est della città. L'arena misurava 440 metri di lunghezza e 77-88 metri di larghezza. La distanza tra i carceres e la balaustra centrale (o "spina") era di 150 metri. La lunghezza poi dell'intera "spina" centrale era di 255 metri. La capienza complessiva dell'intera struttura potrebbe essere stata di circa 50.000 persone, sedute lungo le sue gradinate, sulla base dell'esperienza di altri circhi dell'epoca.

## Archeologia dell'antico circo

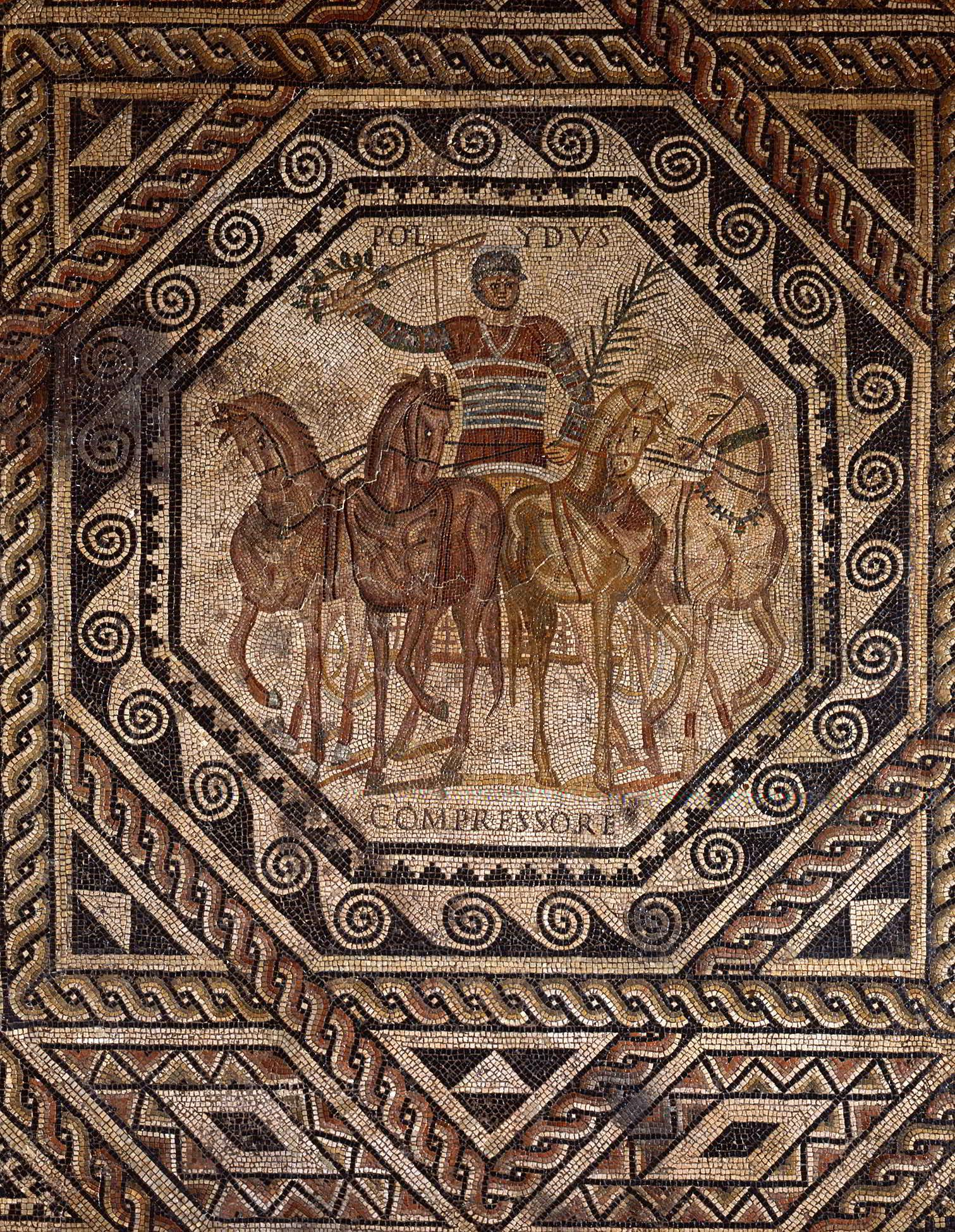
Mosaico dell'auriga Polydus, oggi presso il Museo nazionale di Treviri.

La prima campagna di scavi sul sito dell'antico Circus iniziò nel 1949 grazie a un certo von Massow. La datazione della maggior parte delle costruzioni secondo le indagini archeologiche risalirebbe agli inizi del IV secolo. Del circo romano di Augusta Treverorum si conservano solo pochi rilievi archeologici. Più che altro il suo perimetro è intuibile dal corso delle strade attuali. La sua posizione si trovava lungo Corso Egbert ed Helen Street, mentre la parte arrotondata opposta ai carceres potrebbe identificarsi con l'attuale Agritius straße.
Nel circo Treviri sembra vi fossero numerose rappresentazioni pittoriche e mosaici, una delle quali mostra un auriga, Polydus, con la sua squadra. Una simile rappresentazione la troviamo anche su antichi medaglioni rinvenuti sempre a Treviri, ed in una tomba rinvenuta a Neumagener.
Il Circus fu quasi subito distrutto durante le invasioni barbariche dei secoli fine IV secolo-inizi del V secolo, e gran parte delle sue pietre riutilizzate, mentre l'area ora tornata libera, fu utilizzata per l'agricoltura. Nel XIX secolo, sull'area fu costruita una nuova zona residenziale, a sud della stazione ferroviaria principale di Treviri, lasciando ben poco dell'antica pianta del monumento, che quindi rimane ad oggi poco analizzato archeologicamente. Altra testimonianza dell'attività dell'antico circus e dei suoi spettacoli, viene rivelata da un'iscrizione, che descrive un certo Auriga, il cui nome era Ercole.